# HMS Monmouth (1901)
HMS Monmouth – brytyjski krążownik pancerny, pierwsza jednostka typu Monmouth. Był szóstym okrętem o tej nazwie w historii Royal Navy.
Zwodowany 13 listopada 1901 roku, wszedł do służby 2 grudnia 1903, w latach 1906–1913 pełnił służbę na Dalekim Wschodzie, przeniesiony do Floty Rezerwowej w 1913, od wybuchu I wojny światowej przydzielony do 5. Eskadry Atlantyckiej Admirała Christophera Cradocka.
Na okrętach typu "Monmouth" działa w kazamatach były umieszczone zbyt blisko powierzchni wody, przez co użyteczne były tylko w czasie spokojnej pogody.
Zatopiony 1 listopada 1914 roku w bitwie pod Coronelem przez okręty Eskadry Admirała von Spee.

## Dane techniczne
- pancerz:
  - burtowy – 102 mm
  - wieże artylerii głównej – 127 mm